# Krimsko hribovje-Menišija
Das Fauna-Flora-Habitat-Gebiet Krimsko hribovje-Menišija liegt südlich der Stadt Ljubljana im Zentrum Sloweniens. Das etwa 203 km² große Schutzgebiet umfasst ein großes Waldgebiet rund um den Krimberg und das Karstplateau Menišija und die tief in den Dolomit eingeschnittenen Schluchten von Iška und Zala. Hier leben insbesondere große Karnivoren, wie Luchs, Wolf und Braunbär, aber auch typische Waldarten, wie der Trauerbock und der Alpenbock. Reliktisch sind auch alpine Florenelemente zu finden. 
Das FFH-Gebiet Krimsko hribovje-Menišija grenzt im Norden an das FFH-Gebiet Ljubljansko barje, im Westen grenzt, nur getrennt durch die Autobahn 1, das FFH-Gebiet Notranjski trikotnik an.

## Schutzzweck

### Lebensraumtypen
Folgende Lebensraumtypen nach Anhang I der FFH-Richtlinie sind für das Gebiet gemeldet:
| EU Code | * | Lebensraumtyp (offizielle Bezeichnung)                                                                                            | Fläche (ha) |
| ------- | - | --- | ----------- |
| 3180    |   | Temporär wasserführende Karstseen (Turloughs)                                                                                     | 24          |
| 3220    |   | Alpine Flüsse mit krautiger Ufervegetation                                                                                        | 8           |
| 6210    | * | Naturnahe Kalk-Trockenrasen und deren Verbuschungsstadien (Festuco-Brometalia) (besondere Bestände mit bemerkenswerten Orchideen) | 1.327       |
| 6410    |   | Pfeifengraswiesen auf kalkreichem Boden, torfigen und tonig-schluffigen Böden (Molinion caeruleae)                                | 20          |
| 7140    |   | Übergangs- und Schwingrasenmoore                                                                                                  | 73          |
| 7210    | * | Kalkreiche Niedermoore mit Cladium mariscus und Arten von Caricion davallianae                                                    | 72          |
| 7230    |   | Kalkreiche Niedermoore | 73          |
| 8210    |   | Kalkfelsen mit Felsspaltenvegetation                                                                                              | 764         |
| 8310    |   | Nicht touristisch erschlossene Höhlen                                                                                             |             |
| 91K0    |   | Illyrische Rotbuchenwälder (Aremonio-Fagion)                                                                                      | 11.182      |

### Arteninventar
Folgende Arten von gemeinschaftlichem Interesse kommen im Gebiet vor:
| Bild                   | EU Code | * | Art                    | wissenschaftlicher Name     | Artengruppe           |
| ---------------------- | ------- | - | ---------------------- | --------------------------- | --------------------- |
| Steinkrebs             | 1093    | * | Steinkrebs             | Austropotamobius torrentium | Krebse                |
| Mopsfledermaus         | 1324    |   | Mopsfledermaus         | Barbastella barbastellus    | Säugetiere            |
| Gelbbauchunke          | 1193    |   | Gelbbauchunke          | Bombina variegata           | Amphibien             |
| Grünes Koboldmoos      | 1386    |   | Grünes Koboldmoos      | Buxbaumia viridis           | Moose                 |
| Spanische Flagge       | 1078    | * | Spanische Flagge       | Callimorpha quadripunctaria | Schmetterlinge        |
| Wolf                   | 1352    | * | Wolf                   | Canis lupus                 | Säugetiere            |
| Grubenlaufkäfer        | 4014    |   | Grubenlaufkäfer        | Carabus variolosus          | Käfer                 |
| Große Quelljungfer     | 4046    |   | Große Quelljungfer     | Cordulegaster heros         | Libellen              |
| Groppe                 | 1163    |   | Groppe                 | Cottus gobio                | Fische und Rundmäuler |
|                        | 4019    |   |                        | Leptodirus hochenwarti      | Käfer                 |
| Hirschkäfer            | 1083    |   | Hirschkäfer            | Lucanus cervus              | Käfer                 |
| Eurasischer Luchs      | 1361    |   | Eurasischer Luchs      | Lynx lynx                   | Säugetiere            |
| Trauerbock             | 1089    |   | Trauerbock             | Morimus funereus            | Käfer                 |
| Bechsteinfledermaus    | 1323    |   | Bechsteinfledermaus    | Myotis bechsteinii          | Säugetiere            |
| Wimperfledermaus       | 1321    |   | Wimperfledermaus       | Myotis emarginatus          | Säugetiere            |
| Krainer Primel         | 4108    |   | Krainer Primel         | Primula carniolica          | Pflanzen              |
|                        | 1303    |   | Kleine Hufeisennase    | Rhinolophus hipposideros    | Säugetiere            |
| Alpenbock              | 1087    | * | Alpenbock              | Rosalia alpina              | Käfer                 |
| Alpen-Kammmolch        | 1167    |   | Alpen-Kammmolch        | Triturus carnifex           | Amphibien             |
| Braunbär               | 1354    | * | Braunbär               | Ursus arctos                | Säugetiere            |
| Schmale Windelschnecke | 1014    |   | Schmale Windelschnecke | Vertigo angustior           | Schnecken             |